# جیمز واکر داسون
جیمز واکر داسون (انگلیسی: James Walker Dawson؛ ‏ ۱۸۷۰ – ۲۶ ژوئن ۱۹۲۷) مورخ، پزشک و آسیب‌شناس اهل اسکاتلند بود که به خاطر کارهایش در مورد بیماری ام‌اس از جمله توصیف انگشتان داسون در یادها مانده است.
وی در سال ۱۸۸۸ برای تحصیل در رشتهٔ پزشکی به دانشگاه ادینبرو رفت اما به سبب ابتلا به سل مجبور شد تحصیلات خود را برای مدتی متوقف کند. طی این مدت او بیشتر وفت خود را در خارج بریتانیا و در کشورهای هند، ایالات متحده آمریکا، کانادا و نیوزیلند گذراند و به کارهای همچون چوب‌بری و پرورش گوسفند پرداخت. وی از سال ۱۹۰۳ تحصیلات پیشین خود را پی گرفت و سال بعد مدرک کارشناسی پزشکی و جراحی گرفت و به پژوهش در زمینهٔ بیماری‌های دستگاه عصبی علاقمند شد. او در ۱۹۱۱ مدرک دکترای پزشکی خود را دریافت کرد و بابت پایان‌نامهٔ خود «مطالعاتی بر روی التهاب» مدال طلا دریافت کرد. وی مقالاتی دربارهٔ نوروم دستگاه عصبی مرکزی، ملانوما و سیرنگومیلی منتشر کرد. همسر وی ادیت کیت جانسون نیز یک آسیب‌شناس نامدار بین‌المللی بود.